# The Jewels
The Jewels è l'undicesimo album della band tedesca Einstürzende Neubauten. Inizialmente chiamato "Jewels" e pensato unicamente come lavoro digitale per gli utenti del sito, è stato poi pubblicato nel 2008 dalla casa discografica Potomak Records con questo titolo.

## Composizione
Il disco comprende 15 tracce, ognuna relativa ad un sogno del cantante Blixa Bargeld e guidata nel suo processo creativo da un atto di divinazione. Ciascun componente del gruppo ha infatti estratto ad ogni seduta di registrazione più carte da un mazzo di circa seicento, ottenendo così regole da rispettare ed interpretare nello svolgimento della canzone e da non rivelare agli altri musicisti. Il mazzo delle indicazioni, ideato dagli stessi Neubauten, riguarda i più disparati aspetti compositivi: dalla scelta della strumentazione passando per materiali, velocità, tempi, toni e modalità, fino ad arrivare a versi e ritornelli. Ogni canzone è stata messa a disposizione su Internet il giorno 15 di quasi ogni mese da Marzo 2006 ad Agosto 2007 (ad eccezione di "Ansonsten Dostojevsky" pubblicata il 16 gennaio). Nello spiegare i meccanismi di realizzazione di questo album, il leader del quintetto ha dichiarato che si tratta di uno dei i lavori che loro stessi apprezzano maggiormente.

## Tracce
1. "Ich komme davon" (2:34), 15 marzo 2006
2. "Mei Ro" (2:03), 15 aprile 2006
3. "26 Riesen" (3:28), 15 maggio 2006
4. "Hawcubite" (1:30), 15 giugno 2006
5. "Die Libellen" (1:44), 15 luglio 2006
6. "Jeder Satz mit ihr hallt nach" (3:45), 15 agosto 2006
7. "Epharisto" (2:23), 15 settembre 2006
8. "Robert Fuzzo" (2:37), 15 ottobre 2006
9. "Magyar energia" (3:01), 15 novembre 2006
10. "Vicki" (1:44), 15 dicembre 2006
11. "Ansonsten Dostojevsky" (3:00), 16 gennaio 2007
12. "Die Ebenen werden nicht vermischt" (6:26), 15 febbraio 2007
13. "Am I only Jesus" (3:30), 15 giugno 2007
14. "Bleib" (3:23), 15 luglio 2007
15. "I kissed Glen Gould" (2:44), 15 agosto 2007

## Formazione
- Blixa Bargeld
- Alexander Hacke
- N. U. Unruh
- Jochen Arbeit
- Rudi Moser